# Ragnhild Hveger
Ragnhild Tove Hveger (ur. 10 grudnia 1920 w Nyborgu, zm. 1 grudnia 2011) – duńska pływaczka.

## Życiorys
Była najmłodszym z piątki dzieci maszynisty Vilhelma Alfreda Hvegera i Hildy Margrethe Thomsen. Pływać nauczyła się w wieku 6 lat.
Jej pierwszym klubem był Helsingør Svømmeklub, który reprezentowała w latach 1933–1942. W 1943 była zawodniczką DKG, następnie reprezentowała DMG. W latach 1950–1951 reprezentowała klub Sparta, następnie wróciła do Helsingør Svømmeklub (1951), a później do DKG (1952–1954).
W 1936 roku po raz pierwszy wystartowała na igrzyskach olimpijskich. Zdobyła na nich srebrny medal na 400 m stylem dowolnym z czasem 5:27,5, przegrywając o 1,1 s z Rie Mastenbroek. Ponadto odpadła w półfinale rywalizacji na 100 m tym samym stylem, zajmując ostatnie, 8. miejsce w swoim wyścigu półfinałowym z czasem 1:14,0. Wystąpiła także w sztafecie 4 × 100 m stylem dowolnym, która zajęła 7. miejsce z czasem 4:51,4. W 1938 roku została mistrzynią Europy na 100 i 400 m stylem dowolnym oraz w sztafecie 4 × 100 m tym samym stylem. Po tym sukcesie otrzymała przydomek „Złota Torpeda”.
W latach 1936–1942 ustanowiła łącznie kilkanaście indywidualnych (200, 400, 800 i 1500 m stylem dowolnym oraz 200 m stylem grzbietowym) i dwa drużynowe rekordy świata (4 × 100 m stylem dowolnym). Ostatni z jej rekordów przetrwał do 1956 roku.
W 1942 roku wyjechała do Kopenhagi, gdzie podjęła pracę jako sprzedawca i wycofała się z dalszej kariery sportowej. W 1943 roku wyjechała do Niemiec, gdzie pracowała jako nauczycielka pływania w Kilonii i Berlinie. Do Danii wróciła w 1945, jednakże ze względu na powiązania z nazistowskimi Niemcami (w czasie wojny jej rodzice należeli do Narodowosocjalistycznej Duńskiej Partii Robotniczej, jej brat walczył na froncie wschodnim w Waffen-SS, a ona sama była żoną niemieckiego oficera, z którym miała córkę) napotkała na problemy i nie mogła reprezentować kraju na międzynarodowych zawodach, dlatego wyjechała na kilka lat do Szwecji. 16 czerwca 1950 roku poślubiła Aage Erika Andersena.
W 1952 roku ponownie wystartowała na igrzyskach olimpijskich, na których zajęła 5. miejsce na 400 m stylem dowolnym z czasem 5:16,9. Ponadto odpadła w półfinale rywalizacji na 100 m tym samym stylem, zajmując 6. pozycję w swoim wyścigu z czasem 1:07,7. Wystąpiła również w sztafecie 4 × 100 m stylem dowolnym, która zajęła 4. miejsce z czasem 4:36,2. W 1954 zakończyła karierę, po czym do 1975 roku pracowała jako nauczycielka pływania w Kopenhadze.
Wielokrotna mistrzyni Danii w różnych konkurencjach: 100 m stylem dowolnym (1936–1942 i 1954), 400 m stylem dowolnym (1935–1942), 100 m stylem grzbietowym (1937, 1938, 1951 i 1954). Mistrzyni państw nordyckich na 100 m stylem dowolnym z lat 1937, 1939, 1953, 400 m stylem dowolnym z 1935, 1937, 1939 i 1953 i sztafecie 4 × 100 m stylem zmiennym z 1953. W 1935 otrzymała nagrodę Årets Fund, najstarszą nagrodę sportową w Danii. W 1966 została włączona do International Swimming Hall of Fame jako pierwszy reprezentant Danii, a w 1992 do galerii sław duńskiego sportu. W 1996 DIF uznał ją najlepszą duńską sportsmenką XX wieku. W czasie kariery ustanowiła 52 (wg innych źródeł 55) rekordy Danii, z których ostatni został pobity dopiero w 1967 roku.
Zmarła 1 grudnia 2011 roku. Po śmierci jej ciało zostało skremowane, a prochy rozrzucono nad cieśniną Sund.